# Oskar Jaśkiewicz
Oskar Jaśkiewicz (ur. 15 czerwca 1996) – polski hokeista, reprezentant Polski.

## Kariera
- MMKS Podhale Nowy Targ II (2013-2014)
- MMKS Podhale Nowy Targ (2013-2015)
  -  PPWSZ Podhale Nowy (2014/2015)
- Podhale Nowy Targ (2015-2019)
- GKS Katowice (2019-2020)
- HK Nioman Grodno (2020)
- Podhale Nowy Targ (2020-2021)
- Zagłębie Sosnowiec (2021-2022)
- Kalmar HC (2022)
- GKS Tychy (2022-2024)
- Cracovia (2024)

Wychowanek nowotarskiego hokeja. Przedłużał umowę z Podhalem w 2016, 2017, 2018. W maju2019 przeszedł do GKS Katowice. W lipcu 2020 potwierdzono jego transfer do białoruskiego zespołu Niomana Grodno (jednocześnie do tej drużyny przeszedł wtedy inny nowatarżanin, Krystian Dziubiński). 6 listopada 2020 ogłoszono rozwiązanie jego kontraktu. Wtedy powrócił do Podhala. W połowie sierpnia 2021 ogłoszono jego zakontraktowanie w Zagłębiu Sosnowiec. W lutym 2022 przeszedł do szwedzkiej drużyny Kalmar HC w lidze Hockeyettan. W maju 2022 ogłoszono jego transfer do GKS Tychy. Od maja zawodnik Cracovii.
W barwach reprezentacji Polski do lat 18 wystąpił na turnieju mistrzostw świata juniorów do lat 18 w 2014 (Dywizja IB). W barwach reprezentacji Polski do lat 20 wystąpił na turnieju mistrzostw świata juniorów do lat 20 w 2015, 2016 (Dywizja IB). W barwach seniorskiej reprezentacji uczestniczył w turnieju mistrzostw świata edycji 2019, 2022 (Dywizja IB), 2023 (Dywizja IA).

## Sukcesy
Reprezentacyjne
- Awans do mistrzostw świata I Dywizji Grupy A: 2022
- Awans do mistrzostw świata Elity: 2023

Klubowe
- Brązowy medal mistrzostw Polski: 2015, 2016, 2018 z Podhalem Nowy Targ, 2020[11] z GKS Katowice, 2024 z GKS Tychy
- Finał Pucharu Polski: 2015 z Podhalem Nowy Targ
- Puchar Polski: 2022, 2023 z GKS Tychy
- Srebrny medal mistrzostw Polski: 2023 z GKS Tychy
- Superpuchar Polski: 2023 z GKS Tychy

Indywidualne
- Mistrzostwa Świata Juniorów w Hokeju na Lodzie 2016/I Dywizja#Grupa B:
  - Zdobywca zwycięskiego gola w dogrywce meczu Polska-Ukraina 1:0 z 15 grudnia 2015[12][13]
  - Najlepszy zawodnik reprezentacji w turnieju[14]